# Rolando Ramírez
Rolando Ramírez (n. Cimitarra, Santander, Colombia; 16 de marzo de 1978) es un futbolista colombiano nacionalizado ecuatoriano. Juega de guardameta y su equipo actual es La Paz de la tercera división ecuatoriana.

## Trayectoria

### Inicios
Rolando Ramírez jugó en el año 1997 en el América de Cali, luego en 1998 pasó al Once Caldas hasta el 2005 donde salió campeón de la Copa Libertadores de América, Allí disputaba la posición con: Juan Carlos Henao, Juan Carlos González y Ramiro Sánchez, cuando el técnico del equipo era Luis Fernando Montoya.
En la temporada 2005 es transferido al Real Cartagena, equipo en el que no destacó y a mediados del 2005 tiene un corto paso por el Espoli de Ecuador cuando el estratega era Carlos Calderón, en esa temporada ascendió de categoría, pero regresó al Once Caldas ese mismo año.

### La Equidad
En la temporada 2006, Rolando Ramírez llega a La Equidad, que bajo el mando de Alexis García logra el ascenso para disputar la Primera División del fútbol profesional colombiano, después de coronarse campeón el 4 de noviembre del torneo de la B en el Estadio 'Macal' de la ciudad de Villavicencio al empatar 1:1 con Centauros.
Después de una mala actuación en el Torneo Apertura 2007 logran recuperase en el Torneo Finalización 2007 clasificando a la final junto al Atlético Nacional. y obteniendo un histórico Subcampeonato.

### Manta F.C.
Para la Temporada 2008, a la edad de 29 años, llega al Manta F.C, que para ese año participaba en la Serie B de Ecuador. Equipo sólido y que contra todo pronóstico, quedó en primer lugar en las dos primeras etapas del campeonato, en la que la Rolando Ramírez fue de gran aporte llegado a tener un total de 36 actuaciones y que ayudaron, no solo a lograron el ascenso a la Seria A para la temporada 2009, sino que los mantenses lograron el mayor puntaje y por primera vez obtuvieron el campeonato de la Serie B, el 29 de noviembre de 2008.
En la siguiente temporada 2009, Rolando Ramírez tiene una actuación aceptable, atajando en 30 ocasiones de un total de 40 partidos oficiales, bajo el mando del D.T Fabian Bustos. Su actuación tuvo un bajo desempeño a partir de la décima fecha de la segunda etapa del torneo, puesto que tuvo una lesión que lo fue mermando hasta que en noviembre de ese año fue intervenido quirúrgicamente debido a su lesión de ligamento cruzado anterior y meniscos, por lo que terminó su participación en dicho campeonato y sin la seguridad de continuar en el Equipo Atunero para la siguiente temporada.
Pero su desempeño inicial ayudó en gran medida para clasificar a los cuadrangulares del campeonato con un equipo modesto que solo pretendía mantenerse en la serie de honor del fútbol Ecuatoriano.
Ya en el año 2010 Rolando regresa de su lesión y asegura su continuidad en el Manta F.C y en espera de concretar su nacionalización. Aunque en los primeros meses del campeonato Sociedad Deportivo Quito desea fichar al portero, generando una pequeña polémica entre los dos clubes, que finaliza al mantenerse Rolando en el equipo manabita. 
En cuanto a su desempeño ese año mantiene una actuación irregular, atajando en apenas 7 ocasiones en el Campeonato Ecuatoriano y 6 ocasiones en el Campeonato de Reservas.
Para el 2011 su rendimiento mejora en especial al final del campeonato, atajando en 14 ocasiones en el Campeonato Ecuatoriano y 1 ocasión en el Campeonato de Reservas. Mientras su equipo quedaba en el noveno casillero en la tabla de posiciones de aquel año.
En el año 2012 Rolando recupera su condición de guardameta titular en el Manta F.C atajando todos los encuentros del Campeonato Ecuatoriano, 44 en total, complementando una racha que venía desde septiembre del año anterior.
Junto con su equipo alcanzaría el séptimo puesto en la tabla de posiciones acumulada del 2012.
En la siguiente temporada, 2013, continuaría con su racha de titular indiscutible en el pórtico, atajando en 42 ocasiones en el Campeonato Ecuatoriano logrando un récord en el fútbol profesional ecuatoriano, como el jugador con mayor número de partidos disputados en forma consecutiva, 86 en total.
Mientras el Equipo Atunero se ubicaría en el octavo puesto de la tabla acumulada, además de ser su último año en dicho equipo pues no renueva su contrato, prefiriendo formar parte de Sociedad Deportivo Quito para la siguiente temporada.

### Sociedad Deportivo Quito
En diciembre de 2013 se anuncia que Rolando Ramírez será guardameta de Deportivo Quito, equipo que pasaba por una fuerte crisis económica, pero que no afectó la decisión del jugador para dar un salto al 5 veces campeón de Ecuador.
Bajo el mando del D.T. Juan Carlos Garay empieza tempranamente la pretemporada en diciembre de 2013, puesto que el Campeonato Ecuatoriano así como la Copa Libertadores de América adelantarían su inicio por la Copa Mundial de Fútbol de 2014.
El jueves 16 de enero de 2014 Rolando Ramírez obtiene, después de varios años de trámites y gestiones, su naturalización como ciudadano ecuatoriano dejando libre una plaza para jugadores extranjeros en el Equipo Chulla.
En la primera fase de la Copa Libertadores de América Deportivo Quito gana como local ante Botafogo mediante la mínima diferencia de 1:0 con un buen desempeño de Ramírez, al contrario del partido de vuelta, en donde el Equipo de la Plaza del Teatro perdió 4:0 con una mala actuación del plantel en general.
La temporada no empieza nada bien para el equipo de Rolando por ser un equipo en formación.

## Clubes
| Club               | País     | Año           |
| ------------------ | -------- | ------------- |
| América de Cali    | Colombia | 1997          |
| Once Caldas        | Colombia | 1998 - 2004   |
| Real Cartagena     | Colombia | 2005          |
| Espoli             | Ecuador  | 2005          |
| La Equidad         | Colombia | 2006 - 2008   |
| Manta              | Ecuador  | 2008 - 2013   |
| Deportivo Quito    | Ecuador  | 2014          |
| Delfín             | Ecuador  | 2015 - 2016   |
| Liga de Portoviejo | Ecuador  | 2017          |
| Fuerza Amarilla    | Ecuador  | 2018-2019     |
| Liga de Loja       | Ecuador  | 2019          |
| La Paz             | Ecuador  | 2020-presente |

## Estadísticas (2008-16)
| Club                      | Div.             | Temporada        | Liga  | Liga  | Copa Internacional | Copa Internacional | Total | Total |
| Club                      | Div.             | Temporada        | Part. | Goles | Part.              | Goles              | Part. | Goles |
| ------------------------- | ---------------- | ---------------- | ----- | ----- | ------------------ | ------------------ | ----- | ----- |
| Manta FC · Ecuador        |                  |                  |       |       |                    |                    |       |       |
| 2.ª                       | 2008             | 36               | 0     | —     | —                  | 36                 | 0     |       |
| 1.ª                       |                  |                  |       |       |                    |                    |       |       |
| 2009                      | 30               | 0                | —     | —     | 30                 | 0                  |       |       |
| 2010                      | 7                | 0                | —     | —     | 7                  | 0                  |       |       |
| 2011                      | 14               | 0                | —     | —     | 14                 | 0                  |       |       |
| 2012                      | 44               | 0                | —     | —     | 44                 | 0                  |       |       |
| 2013                      | 42               | 0                | —     | —     | 42                 | 0                  |       |       |
| Total club                | Total club       | 175              | 0     | 0     | 0                  | 175                | 0     |       |
| Deportivo Quito · Ecuador |                  |                  |       |       |                    |                    |       |       |
| 1.ª                       | 2014             | 26               | 0     | 2     | 0                  | 28                 | 0     |       |
| Total club                | Total club       | 26               | 0     | 2     | 0                  | 28                 | 0     |       |
| Delfin · Ecuador          |                  |                  |       |       |                    |                    |       |       |
| 2.ª                       | 2015             | 40               | 0     | —     | —                  | 40                 | 0     |       |
| 1.ª                       | 2016             | 22               | 0     | —     | —                  | 22                 | 0     |       |
| Total club                | Total club       | 62               | 0     | 0     | 0                  | 62                 | 0     |       |
| Total en Ecuador          | Total en Ecuador | Total en Ecuador | 263   | 0     | 2                  | 0                  | 265   | 0     |

## Palmarés

### Campeonatos nacionales
| Título          | Club            | País     | Año  |
| --------------- | --------------- | -------- | ---- |
| Torneo Apertura | Once Caldas     | Colombia | 2003 |
| Primera B       | La Equidad      | Colombia | 2006 |
| Serie B         | Manta F.C       | Ecuador  | 2008 |
| Serie B         | Delfín SC       | Ecuador  | 2015 |
| Serie B         | Fuerza amarilla | Ecuador  | 2018 |

### Campeonatos internacionales
| Título            | Club        | País     | Año  |
| ----------------- | ----------- | -------- | ---- |
| Copa Libertadores | Once Caldas | Colombia | 2004 |

## Distinciones

### Récords
Jugador con el mayor número de partidos jugados consecutivamente en el Ecuador: 86 partidos 7720 minutos,
entre el 9 de septiembre de 2011 y el 4 de agosto de 2013 con el Manta Futbol Club.